# ヘンリク2世
ヘンリク2世ポボジュヌィ（ポーランド語：Henryk II Pobożny；ドイツ語：Heinrich II der Fromme、1196年頃 - 1241年4月9日）は、ピャスト朝のポーランド大公（在位：1238年 - 1241年）。シロンスク＝ヴロツワフ、クラクフ、ヴィエルコポルスカ南部の公でもあった（在位：同）。また1238年から1239年までサンドミェシュ及びオポーレ＝ラチブシュの2公国の摂政を務めた。ヴロツワフ公ヘンリク1世（髭公）の息子で、母はメラーノ公ベルトルト4世の娘ヤドヴィガ（後にシロンスクの守護聖人）。敬虔公（the Pious 波：Pobożny）と呼ばれた。

## 生涯

### 共同統治者

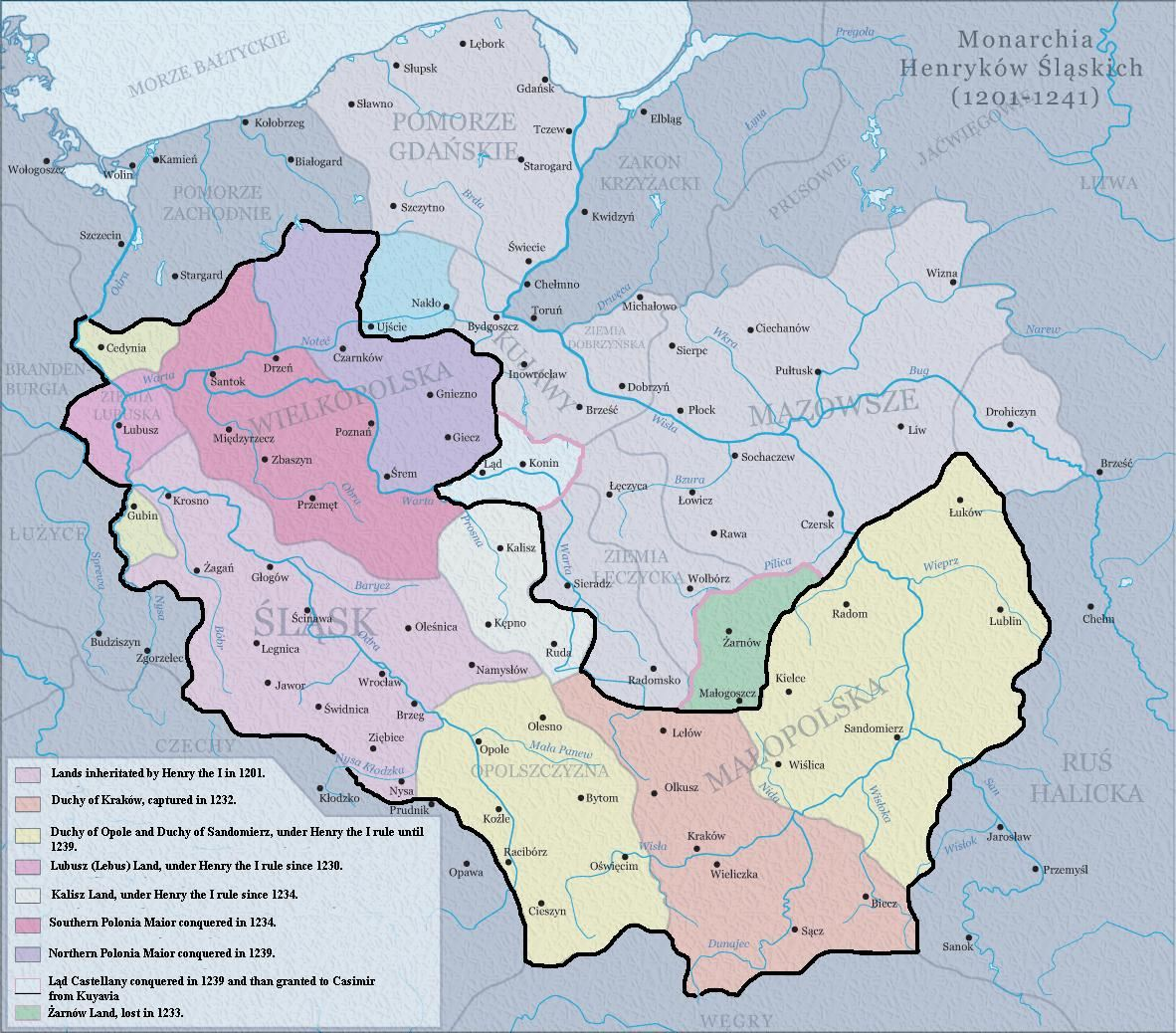
シロンスクのヘンリク父子の王国

ヴロツワフ公爵夫妻の次男として生まれたが、兄ボレスワフが1206年に若くして死んだため公爵家の跡継ぎとなった。その7年後の1213年、弟のコンラトも狩猟中の事故で悲劇的な死をとげたため、兄弟の居なくなったヘンリクは低地シロンスク全域の相続者となった。1218年、父ヘンリク1世は息子をボヘミア王オタカル1世の王女アンナと結婚させ、義父との同盟関係によってヘンリクは国政への発言権を持つようになった。
ヘンリク1世は唯一生き残っている息子に自分のもつ全財産を受け継がせようとし、1222年以後、若いヘンリクは父と共に文書に署名するようになり、2年後には独自の印璽と書記をもつようになっていた。1227年に開催されたゴンサヴァでの諸公会議でヘンリク1世とレシェク1世（白公）は騙し討ちに遭い、レシェク1世が暗殺されヘンリク1世も深手を負った。この時、若いヘンリクの手に初めて国家統治が委ねられた。2年後の1229年にも再び同様の事件が起き、ヘンリク1世はマゾフシェ公コンラト1世に捕えられた。
父が捕囚中であった時期のヘンリクの統治は、早いうちから父に国家統治を任されていた経験のおかげで、万全なものであった。1229年から1230年にかけ、ヘンリクはルブシュ地方（現ルブシュ県のある地方名）を回復・確保するための遠征を行い、1233年から1234年にかけて続いた父のプロイセンとヴィエルコポルスカへの遠征をも精力的に援護した。父との共同での政治活動が多くなってきたことで、1234年にヘンリクは公式に父の共同統治者を名のるようになった。同時に、父子は公的には権力を分有することになった。ヘンリク1世はクラクフ（長子領）とシロンスクの公を、ヘンリク2世はシロンスクとヴィエルコポルスカの公を名乗ったのである。ヘンリク2世の単独統治は1238年3月19日にヘンリク1世が亡くなってから始まる。

### 単独統治

シロンスクのピャスト家の紋章

父が死んだ時ヘンリク2世は40歳前後だったが、いくつかの難題をも受け継ぐことになった。最初の問題は、彼自身が父から権力を相続することに関する問題だった。ヘンリク1世の強大な権威は、血統による世襲統治地域だった低地シロンスクにしか及んでいなかった。ヴィエルコポルスカ南部とクラクフは長子領で、その統治者の地位はピャスト家の諸公達の中から選ばれる決まりだった（かつてのヴィエルコポルスカ及びクラクフ公だったヴワディスワフ3世は領地の全てをヘンリク1世に譲る内容の遺言状を残していたが、マゾフシェ公コンラト1世とヴワディスワフ・オドニツはこれを無視した）。
オポーレ＝ラチブシュとサンドミェシュについては、この地域の統治者であるミェシュコ2世とボレスワフ5世が未成年だったおかげで摂政としての権威を維持することが出来た。1年後の1239年にヘンリク2世は摂政の地位を追われたものの、オポーレとサンドミェシュの2人の公爵とは良好な関係を保ち、カリシュとヴィエルニを領有し続けた。しかし北部での情勢は複雑だった。ブランデンブルク辺境伯オットー3世はヘンリク1世の死を好機と見て、サントクの要塞を奪取してルブシュを包囲した。ヘンリク2世はこれを解放するためのルブシュの戦いに敗れ、サントクを喪失した。
この騒動の一方で、ヘンリク2世は父が約束していた補償の支払いを迫るマゾフシェ公コンラト1世、ヴワディスワフ・オドニツ及びグニェズノ大司教ペウカに率いられた教会勢力とのいざこざをも抱えていた。しかしヘンリク2世にとっては幸運なことに、この苦境は1239年6月5日にヴワディスワフ・オドニツが2人の幼い息子ボレスワフとプシェミスウ1世を残して世を去ると同時に一変した。この状況を利用して、ヘンリク2世はグニェズノを含むオドニツの遺領の大部分を奪い取り、オドニツの息子達にはナクウォ・ナド・ノテチョンとウィシチェのみを安堵した。
ヘンリク2世の次なる計画は挑戦的なものだった。彼は一族が代々続けてきた神聖ローマ皇帝家であるホーエンシュタウフェン家との同盟関係を破棄し、教皇グレゴリウス9世と結ぶことで、教会との軋轢を直ちに収拾した。更にコンラト1世との争いを終わらせ、2人の娘をコンラト1世の息子達に嫁がせた。長女のゲルトルダをボレスワフ1世と、次女コンスタンツィアをカジミェシュ1世とそれぞれ結婚させたのである。

### モンゴルの侵攻と戦死

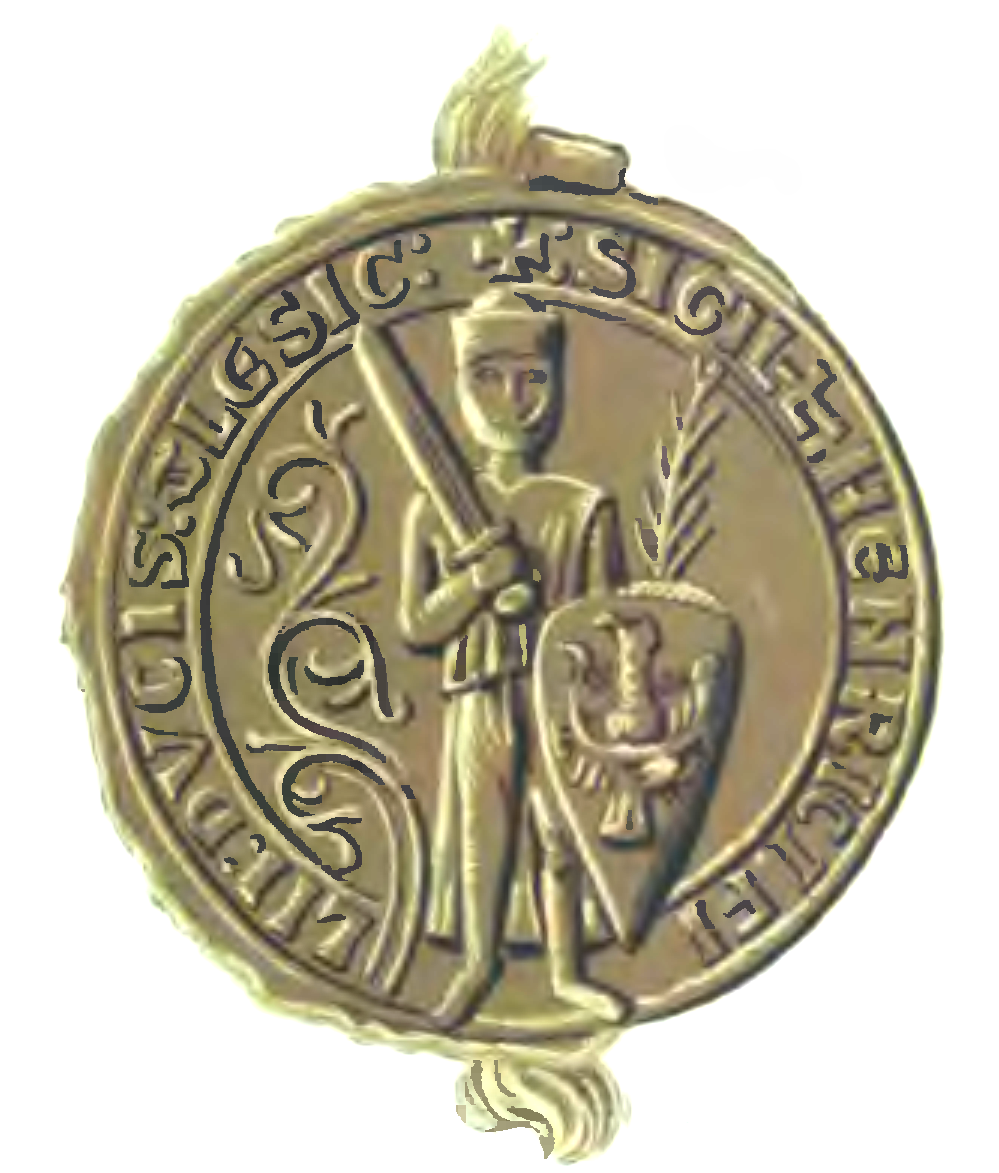
ヘンリク敬虔公の印璽

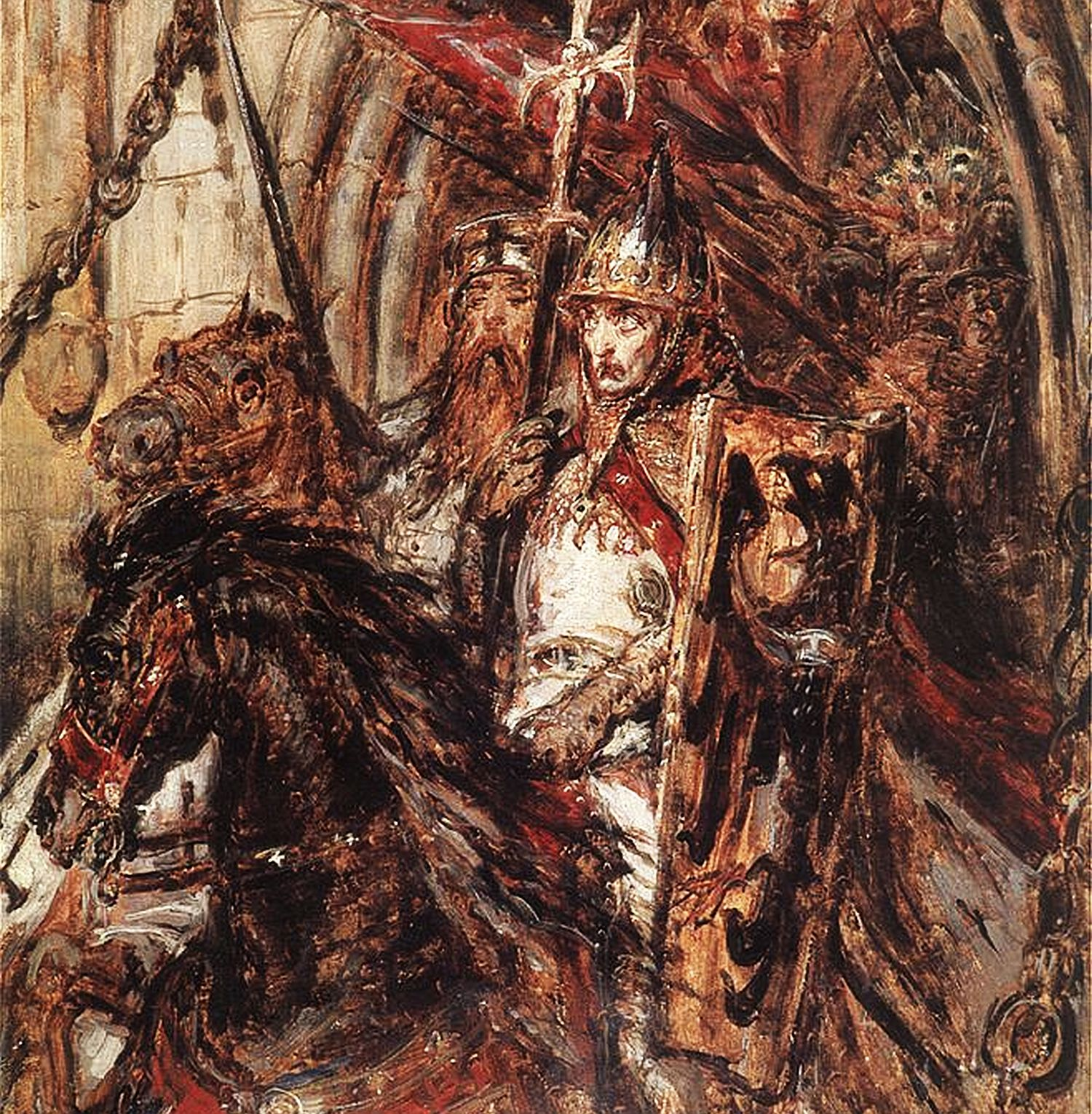
レグニツァの戦いにおけるヘンリク2世、ヤン・マテイコ画

ヘンリク2世にとって難しい時期は去ったかに見えたが、最悪の出来事はその後にやって来た。東方からモンゴル帝国が迫ってきたのである。
バトゥに率いられたモンゴル軍はルーシ人達を打ち破ってキエフ大公国で破壊の限りを尽くした後（モンゴルのルーシ侵攻）、ハンガリーを次の標的として西に攻めのぼってきた。バトゥは賢明にもハンガリーと戦うためにはまずポーランドを征服せねばならないことを理解し、兄オルダ指揮下の1万人の兵をポーランドへと差し向けた（モンゴルのポーランド侵攻）。
1241年1月、バトゥはルブリンとザヴィホストに斥候を派遣したが、攻撃はその1か月後に開始された。マウォポルスカではモンゴル軍の敵はいないも同然で、2月13日のトゥルスコの戦い、3月18日のタルチェクおよびフミェルニクの戦いで敗れたサンドミェシュの貴族のほとんどが殺され、犠牲者の中にはクラクフ宮中伯ヴウォジミェシュ、城代クレメント・ス・ブジェジュニツァなどがいた。この直後、クラクフとサンドミェシュを含むマウォポルスカ全域がモンゴルの支配下に置かれた。
ヘンリク2世は西側諸国から約束された援助を待つことなく、レグニツァの地点で敵を迎え撃ってマウォポルスカの残党と自らが擁するシロンスク及びヴィエルコポルスカの軍勢を保持する作戦に集中することにした。ヨーロッパ諸国の統治者達は皇帝と教皇の争いに関心を集中させており、ヘンリク2世の救援要請を無視していた。外国から加勢しにきた軍隊はヘンリク2世の義弟であるヴァーツラフ1世率いるボヘミア軍及びテンプル騎士団と聖ヨハネ騎士団の混成軍だけだった。最終的に彼らの軍勢はレグニツァ近郊で進軍を止めたが、ここでは簡単にモンゴル軍の餌食となってしまう恐れがあった。1241年4月9日のレグニツァの戦い（ワールシュタットの戦い）において、ヘンリク2世は大敗を喫し、戦闘中に殺された。
この敗北は、支援を断ったヨーロッパの諸王達と、予期せぬ敵陣逃亡で面目を失ったオポーレ＝ラチブシュ公ミェシュコ2世に対する轟々たる非難を巻き起こした。ヘンリク2世の死について書き残したのはヤン・ドゥゴシュと『タタールの歴史（Historii Tartatorum）』の作者C・ド・ブリギアの2人であるが、前者の記述は現在では疑われており、直接戦いの当事者に取材した後者の記述の方がより信頼されている。
ポーランドにとっては幸運にも、モンゴル人はポーランドに対する占領支配を意図しておらず、彼らはレグニツァの戦いの直後にハンガリー領モラヴィアに移り、そこでバトゥの率いる本隊との合流を待った。ヘンリク2世の死体は首を引きちぎられていたうえ全裸に剥かれており、未亡人アンナだけが身体上の特徴から夫を識別することが出来た。ヘンリク2世の左足には指が6本あったのである（多指症）。この事実は1832年、ヘンリク2世の棺が開かれた時に確認されている。遺体はヴロツワフにあるフランチェスコ会の聖ヤクプ教会に埋葬された。
僅か3年間の短い治世だったにもかかわらず、ヘンリク2世はヴィエルコポルスカとクラクフの人々に理想的なキリスト教徒の戦士・領主として記憶された。しかし、その華々しい経歴は早すぎる死によって断ち切られた。死後、遺領は長男のボレスワフ2世が継承したが、後に他の息子達との戦争に敗れて領土を分割、シロンスク・ピャスト家の領土は小規模な国家群（シロンスク公国群）に分かれてしまった。

## 子女
1218年までにボヘミア王オタカル1世の王女アンナ（1204年頃 - 1265年6月23日）と結婚し、10人の子供をもうけた。
1. ゲルトルダ（1218年/1220年頃 - 1247年） - 1232年、マゾフシェ公ボレスワフ1世と結婚
2. コンスタンツィア（1221年頃 - 1257年頃） - 1239年、クヤヴィ公カジミェシュ1世と結婚
3. ボレスワフ2世（1220年/1225年頃 - 1278年）
4. ミェシュコ（1223年/1227年頃 - 1242年）
5. ヘンリク3世（1227年/1230年 - 1266年）
6. コンラト（1228年/1231年 – 1274年頃）
7. エルジュビェタ（1232年 – 1265年） - 1244年、ヴィエルコポルスカ公プシェミスウ1世と結婚
8. アグネシュカ（1236年頃 - 1278年以後） - トシェブニツァの聖クララ修道院院長（1277年以後）
9. ヴワディスワフ（1237年 – 1270年） - 1256年から1265年までボヘミア大法官、1265年にパッサウ司教、1265年より1270年までザルツブルク大司教
10. ヤドヴィガ（1238年/1241年頃 – 1318年） - トシェブニツァの聖クララ修道院院長